# Poly Bridge
《Poly Bridge》是一款模拟益智游戏，由新西兰的独立工作室Dry Cactus开发，音乐由加拿大作曲家Adrian Talens创作。玩家需要建造桥梁来让交通工具通过。钢材，木板，绳索和缆绳可以组合起来加固设计的桥梁，而液压杆则用于移动桥梁的各个部分。随着不同价格的不同建筑材料的供应，游戏将变得更加困难。游戏于2016年7月12日发布Microsoft Windows版，2017年6月13日发布iOS版。
2020年5月28日，游戏的续作《Poly Bridge 2》发布于Windows、macOS和Linux平台。

## 游戏玩法
游戏的目标是通过建造桥梁，让交通工具跨越一系列河流。玩家通过2D桥梁模型创建蓝图，并使用所给的材料建造。《Poly Bridge》的关卡包含一系列场景，每个场景都有特定的地形特征，需要完成不同的任务。每个关卡（共有100多个）都有两个要求：建筑成本必须低于预算，桥梁必须足够坚固，可以容纳给定的交通工具。游戏还带有沙盒，允许自由建造而不受限制，可以在其中设置参数进行建筑。车辆种类繁多，从摩托车（快速和轻型）到自卸车和起重机（慢速和重型）。每辆车都有不同的车身和重量，因此较长的车可能无法在陡坡上行驶，桥梁结构需要适应这种情况。地图还包括飞跃和船只，飞机等障碍物，迫使玩家创造性地设计桥梁。一座造得不好的桥在交通工具的重压下会倒塌。游戏还包括一个GIF生成器，允许玩家在游戏时拍摄特定时刻并在网上分享。